# Прапор Єнакієвого
Міськи́й пра́пор Єнакієвого — офіційний символ міста Єнакієве. Затверджений рішенням міської ради 19 липня 1990 року.
Автори — А. І. Чутчев та ін.

## Опис
Прямокутне полотнище із співвідношенням сторін 2:3 розділене низхідною діагоналлю на верхню червону і нижню чорну частини. У центрі полотнища розміщено зображення жовтої доменної печі.